# Halocypris inflata
Halocypris inflata är en kräftdjursart som först beskrevs av James Dwight Dana 1849.  Halocypris inflata ingår i släktet Halocypris och familjen Halocyprididae. Inga underarter finns listade i Catalogue of Life.